# Szent Zita
Szent Zita (Monsagrati, 1218 k. – Lucca, 1278. április 27.) a háziasszonyok, háztartási alkalmazottak, házvezetőnők, cselédek, felszolgálók, pincérek, szolgálóleányok védőszentje.
A Lucca melletti Monsagrati olasz faluban született, szegény, vallásos szülőktől. Szülei már 12 éves korában cselédnek adták Luccába, a Fatinelli családhoz. Zita egész életében megmaradt a család szolgálatában. Hamarosan belépett a harmadrendű ferences rendbe, később megtanult írni-olvasni, hogy a ferences zsolozsmát (Szűz Mária kis zsolozsmája) tudja végezni. 
Elérte azt, hogy a kezdetben egyáltalán nem vallásos család és a cselédség is buzgó kereszténnyé lett. A tisztaság erényét nagy gonddal őrizte, jellemezte még a hűség, a munkaszeretet és a szegényekkel való törődés.

## Legendaszerű történetek
A San Frediano-templom festményei ilyen eseményeket örökítenek meg: 
- a rózsacsoda legenda, amely Árpád-házi Szent Erzsébet életében is szerepel,
- angyalok sütik a kenyeret, miközben ő az imában elmerül
- a kútnál vizet merít a vándornak, s a víz borrá változik
- egy koldust köpenyével betakar, sötét este őrangyala kíséri zarándokútján

Egészen hatvanéves koráig dolgozott, és a Fatinelli-házban halt meg 1278. április 27-én. 
A luccai San Frediano-templomban őrzik földi maradványait.

## Szentté avatása-ünnepe
1696-ban XII. Ince pápa a szolgálóleányok védőszentjévé avatta. A luccai San Frediano-templomban őrzik egy ereklyetartó szekrényében Szent Zita, Lucca és a szolgálólányok védőszentjének a földi maradványait. Vallási ünnepe: április 27.

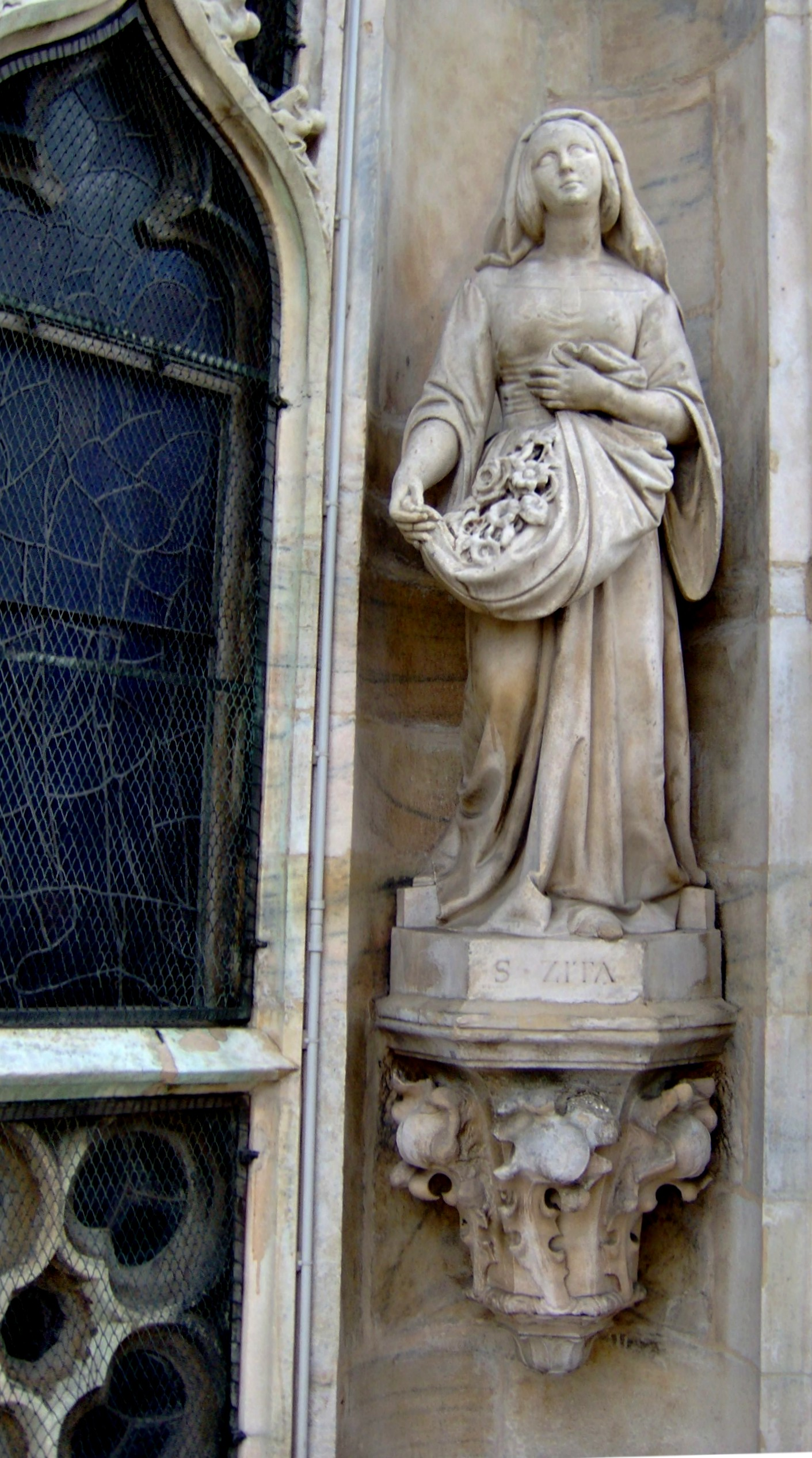
Szent Zita szobra a milánói dóm szobordísze
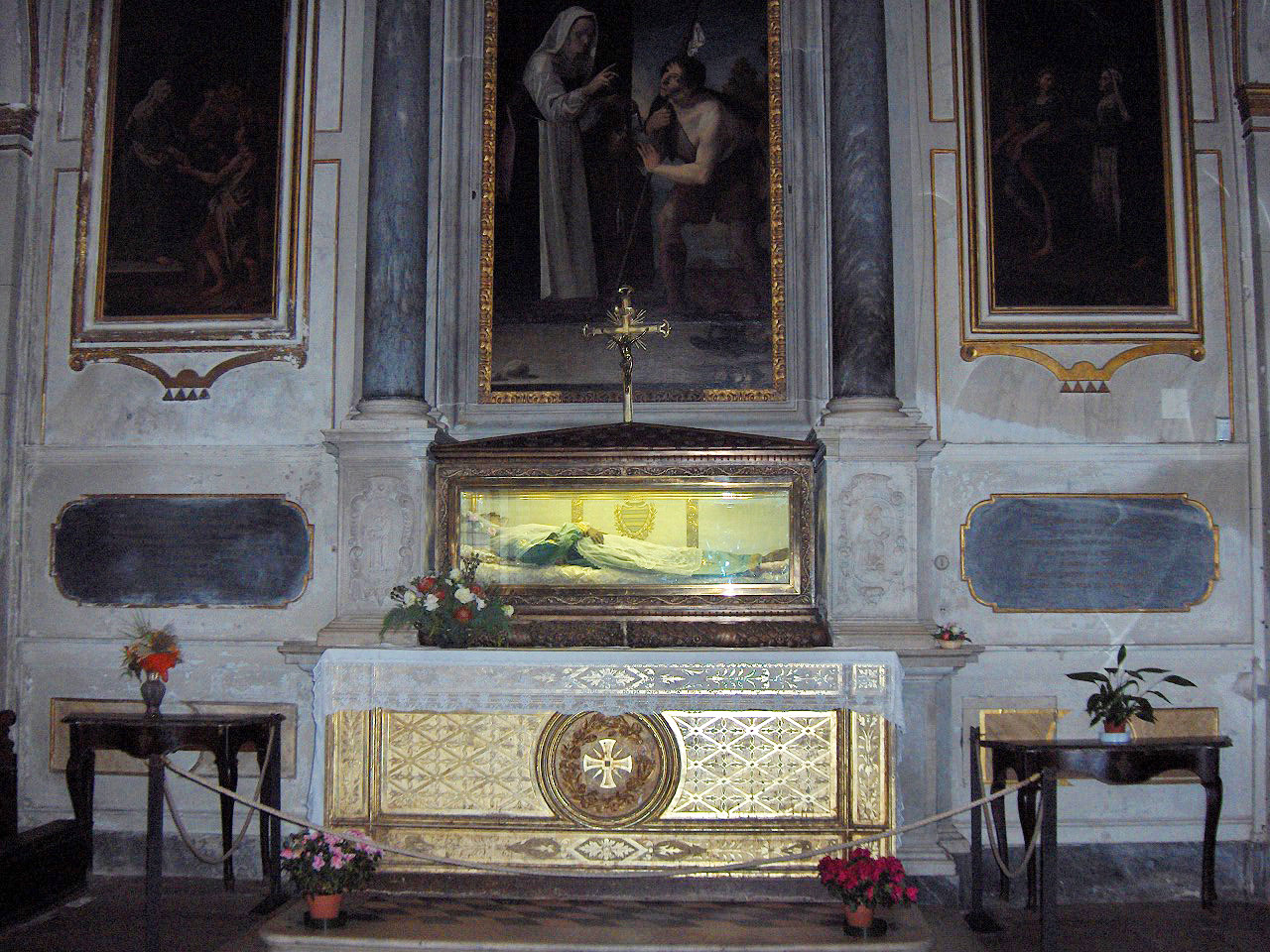
Szent Zita romlatlan teste, Lucca védőszentjének ereklyetartó szekrénye, San Frediano-templom
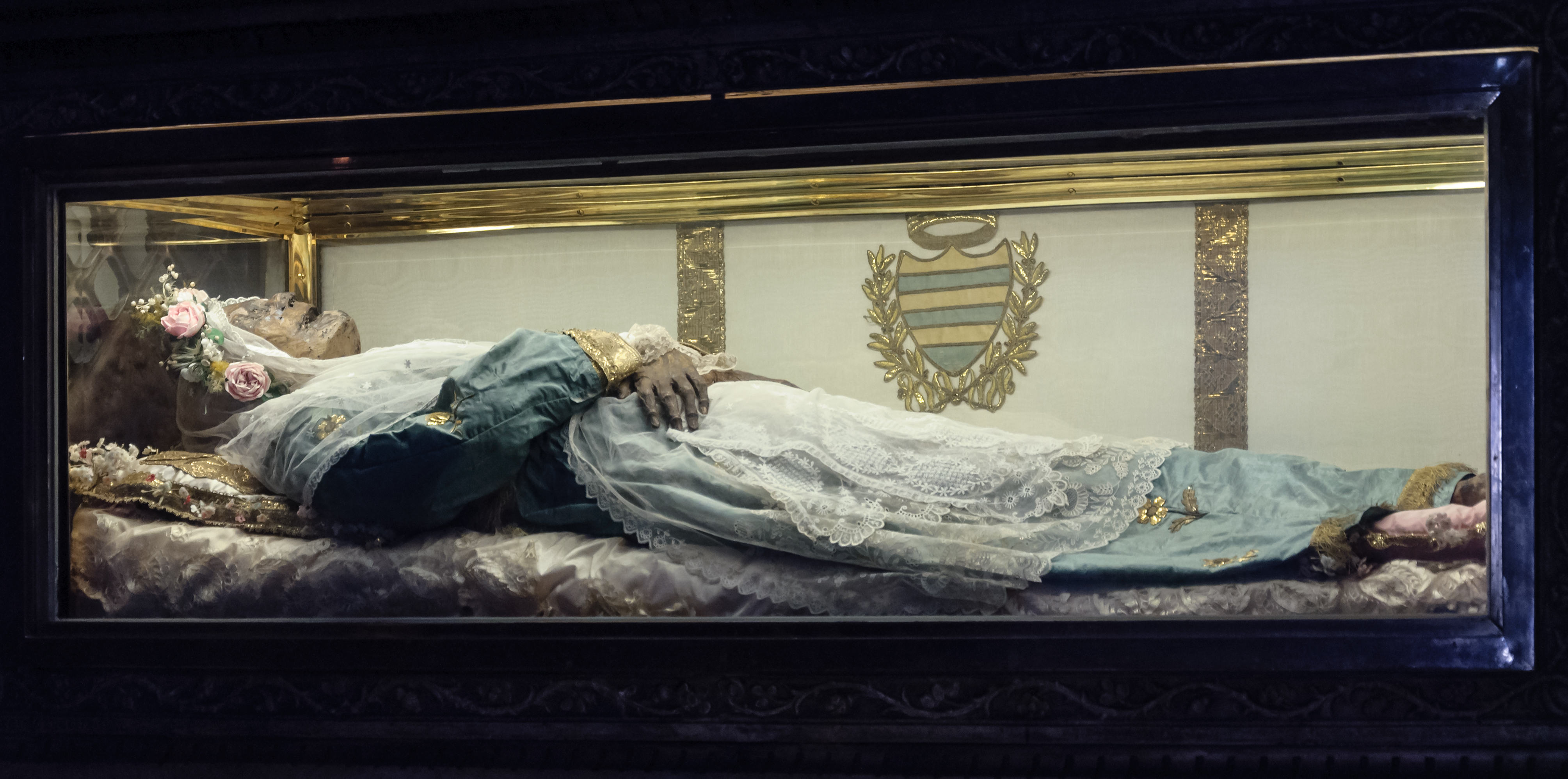
Az ereklyetartó szekrény